# Zen
El zen o budismo zen (chán en chino) es una escuela de budismo mahāyāna que se originó en China durante la dinastía Tang. El budismo chán se convirtió en varias otras escuelas, incluidas muchas escuelas zen japonesas, a las que a veces se refiere el término «zen». 
La palabra «zen» es la abreviación de zenna, pronunciación japonesa de la palabra china 禪那 (chánnà), que a su vez proviene de la palabra sánscrita dhyāna, que significa ‘meditación’. Cabe destacar que el maestro japonés Daisetsu Teitaro Suzuki iguala el dhyāna con el zazen (en chino 坐禅 zuòchán, ‘meditación sentado’).
El zen enfatiza la rigurosa práctica de la meditación sentada (zazen), la comprensión de la naturaleza de la mente (見 性, Ch. jiànxìng, Jp. kenshō, "percibir la verdadera naturaleza") y la expresión personal de esta visión en la vida diaria, especialmente en beneficio de los demás. Como tal, desestima el mero conocimiento intelectual y favorece la comprensión directa (prajñā) a través de la práctica espiritual y la interacción con un maestro consumado.
Las enseñanzas del zen incluyen varias fuentes de pensamiento Mahāyāna, especialmente las filosofías Yogachara y Tathāgatagarbha, sutras como el Laṅkāvatāra, el del Loto y el de la Plataforma, el ideal del bodhisattva y la enseñanza Huayan de la interpenetración. La literatura Prajñāpāramitā y sus sutras más populares, así como el pensamiento Madhyamaka, también han influido en el estilo apofático y a veces iconoclasta de la retórica zen.

## Práctica
La práctica de dhyāna o meditación, especialmente la meditación sentada (坐禪 , chino: zuòchán, japonés: zazen / ざ ぜ ん) es una parte central del budismo Zen.

### Orígenes chinos

#### La prácticas chinas de dhyāna

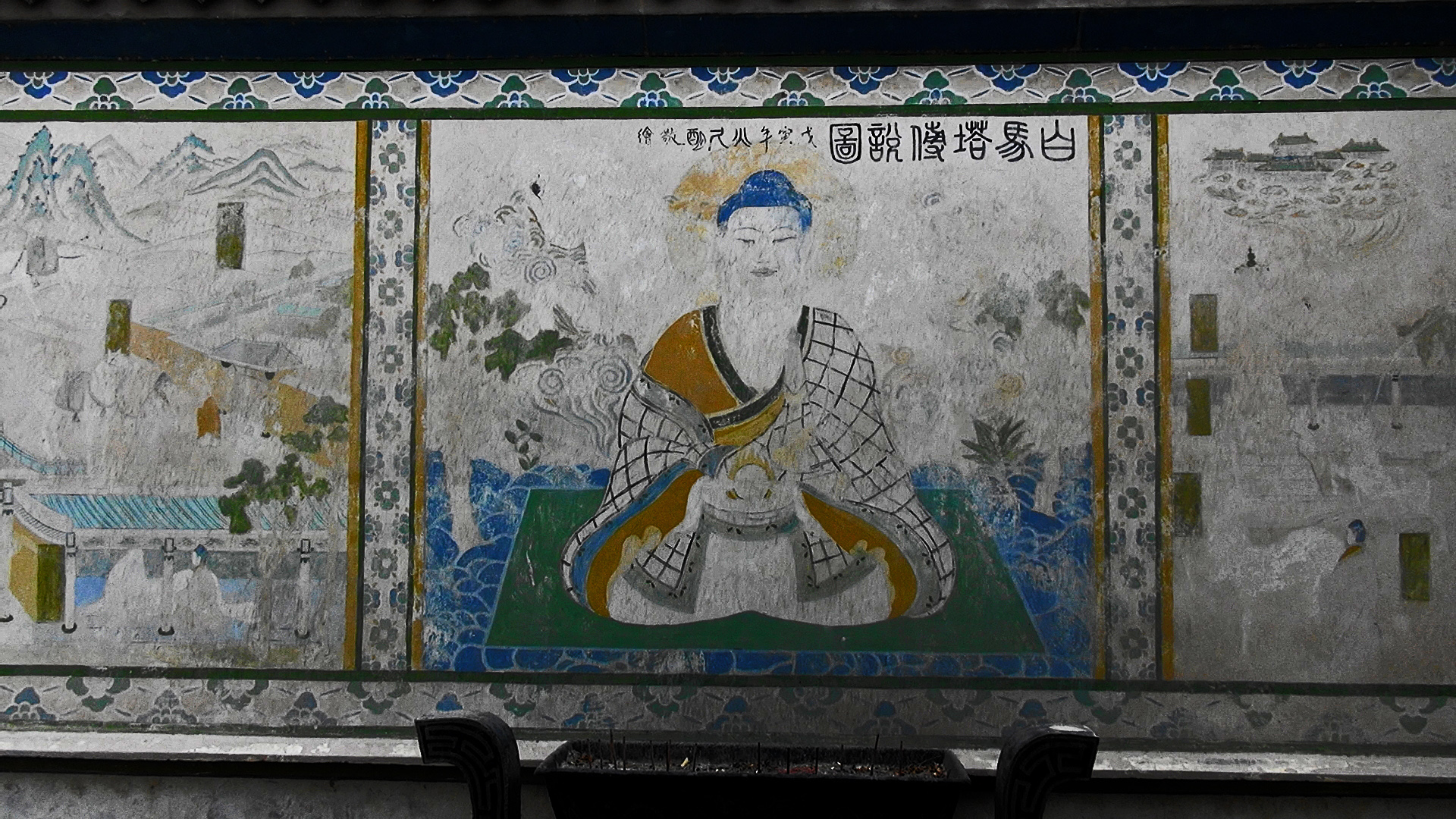
Pintura de Kumārajīva, Pagoda del caballo blanco, Dunhuang.

La práctica de la meditación budista entró por primera vez en China a través de las traducciones de An Shigao (floruit circa 148-180 d. C.), y Kumārajīva (334-413 d. C.), quienes tradujeron varios "sutras de Dhyāna". Estos eran influyentes textos tempranos de meditación basados principalmente en enseñanzas de los yogacaras (yoguis) de la escuela Sarvāstivāda de Cachemira alrededor de los siglos I y IV d.  C.
Entre las primeras traducciones de la meditación china más influyentes se incluyen Anban Shouyi Jing (安 般 守 意 經, Sutra de ānāpānasmṛti), Zuochan Sanmei Jing (坐禪 三昧經 , Sutra de dhyāna samādhi sentado) y Damoduoluo Chan Jing (達摩多羅 禪經 , Dharmatrata dhyāna sutra). Estos primeros textos de meditación chinos continuaron ejerciendo influencia en la práctica de Zen hasta la era moderna. Por ejemplo, el maestro de Rinzai Tōrei Enji (siglo XVIII), escribió un comentario sobre el Damoduoluo Chan Jing y utilizó el Zuochan Sanmei Jing como fuente en la redacción de este comentario. Tōrei creía que el Damoduoluo Chan Jing había sido escrito por Bodhidharma.
Mientras que dhyāna en sentido estricto se refiere a estados meditativos, a los que se llama los "cuatro dhyānas", en el budismo chino, dhyāna puede referirse a varios tipos de técnicas de meditación y sus prácticas preparatorias. Los cinco tipos principales de meditación en los sutras de dhyāna son:
- ānāpānasmṛti (atención plena de la respiración);
- meditación paṭikūlamanasikāra (atención plena de las impurezas del cuerpo);
- meditación maitrī (bondad amorosa);
- la contemplación de los doce enlaces de pratītyasamutpāda;
- la contemplación del Buda.

Según Sheng Yen, un moderno maestro de Chán, estas prácticas se denominan los "cinco métodos para calmar la mente" y sirven para enfocar y purificar la mente, y apoyar el desarrollo de las etapas de dhyāna.
El chán también comparte la práctica de "los cuatro fundamentos de la atención plena" (smṛtyupasthāna) y las "tres puertas de liberación" (śūnyatā, sin-significación o animitta y sin-deseo o apraṇihita) con el budismo temprano y el Mahayana clásico.

#### Observando al uno
Según John R. McRae, la primera declaración explícita del enfoque directo que se convertiría en el sello distintivo de Chán está asociada con "la escuela de la montaña del este". Es un método llamado "mantener el uno sin vacilar" (shou-i pu i, 守 一 不移), siendo el uno la "naturaleza de la mente". Según Robert Sharf, en esta práctica, uno dirige la atención de los objetos de la experiencia a la naturaleza de la mente, el sujeto perceptivo mismo. Según McRae, este tipo de meditación se asemeja a los métodos de "prácticamente todas las escuelas del budismo Mahāyāna", pero difiere en que es "sin pasos ni gradaciones. Uno se concentra, comprende y se ilumina, todo en una práctica indiferenciada".
Según Charles Luk, en las primeras tradiciones de la escuela Chán, no había un método fijo o una sola fórmula para enseñar meditación, y todas las instrucciones eran simplemente métodos heurísticos, para señalar la verdadera naturaleza de la mente.

#### Manuales de meditación Chan
Los primeros textos del chan también enseñan formas de meditación que son exclusivas del budismo Mahāyāna, por ejemplo, el "Tratado sobre lo esencial para cultivar la mente", que describe las enseñanzas de la escuela de la montaña del este (siglo VII), enseña una visualización de un disco solar, similar a lo que enseña el Sutra de la contemplación del Buda Amitáyus.
Más tarde, los budistas chinos desarrollaron sus propios manuales y textos de meditación. Entre los más influyentes estuvieron los del patriarca del Tiantai, Zhiyi. Sus obras parecen haber ejercido cierta influencia en los primeros manuales de meditación de la escuela Chán, siendo uno de los primeros textos el ampliamente imitado e influyente Tso-chan-i ("Principios de meditación sentada", c. Siglo XI).

### Formas comunes de meditación

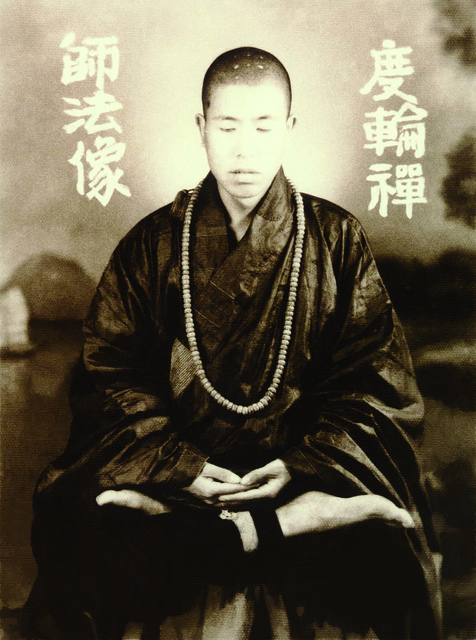
Hsuan Hua meditando en la posición del loto. Hong Kong, 1953.

#### Atención plena de la respiración

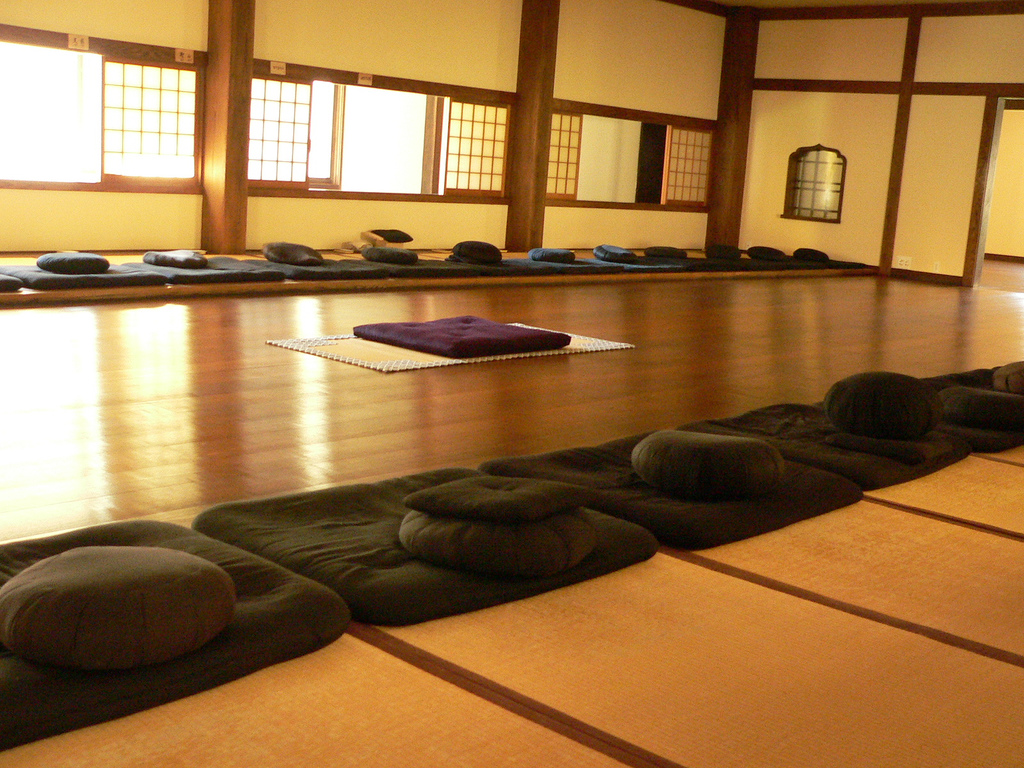
La 'sala de meditación' (Jp. zendō, Ch. chántáng) de Dai Bosatsu Zendo Kongo-Ji

Durante la meditación sentada (坐禅, Ch. zuòchán, Jp. zazen, Co. jwaseon), los practicantes generalmente asumen una posición sentada, como la posición de loto. A menudo, se utiliza para sentarse un cojín cuadrado o redondo colocado sobre una alfombra acolchada. 
Para regular la mente, los estudiantes de zen a menudo se dirigen a contar las respiraciones. Se cuentan tanto las exhalaciones como las inhalaciones, o solo una de ellas. El recuento puede ser hasta diez, y luego este proceso se repite hasta que la mente se calme. Maestros zen como Omori Sogen enseñan una serie de exhalaciones e inhalaciones largas y profundas como una forma de prepararse para la meditación de la respiración regular. La atención generalmente se coloca en el centro de energía (Ch. dantian, Jp. tanden) debajo del ombligo. Los maestros zen a menudo promueven la respiración diafragmática, afirmando que la respiración debe provenir de la parte inferior del abdomen y que esta parte del cuerpo debe expandirse ligeramente hacia adelante a medida que uno respira. Con el tiempo, la respiración se volverá más suave, profunda y lenta. Cuando el conteo se convierte en un obstáculo para el samadhi, se recomienda la práctica de simplemente seguir el ritmo natural de la respiración con atención concentrada.

#### Iluminación silenciosa y solo sentarse

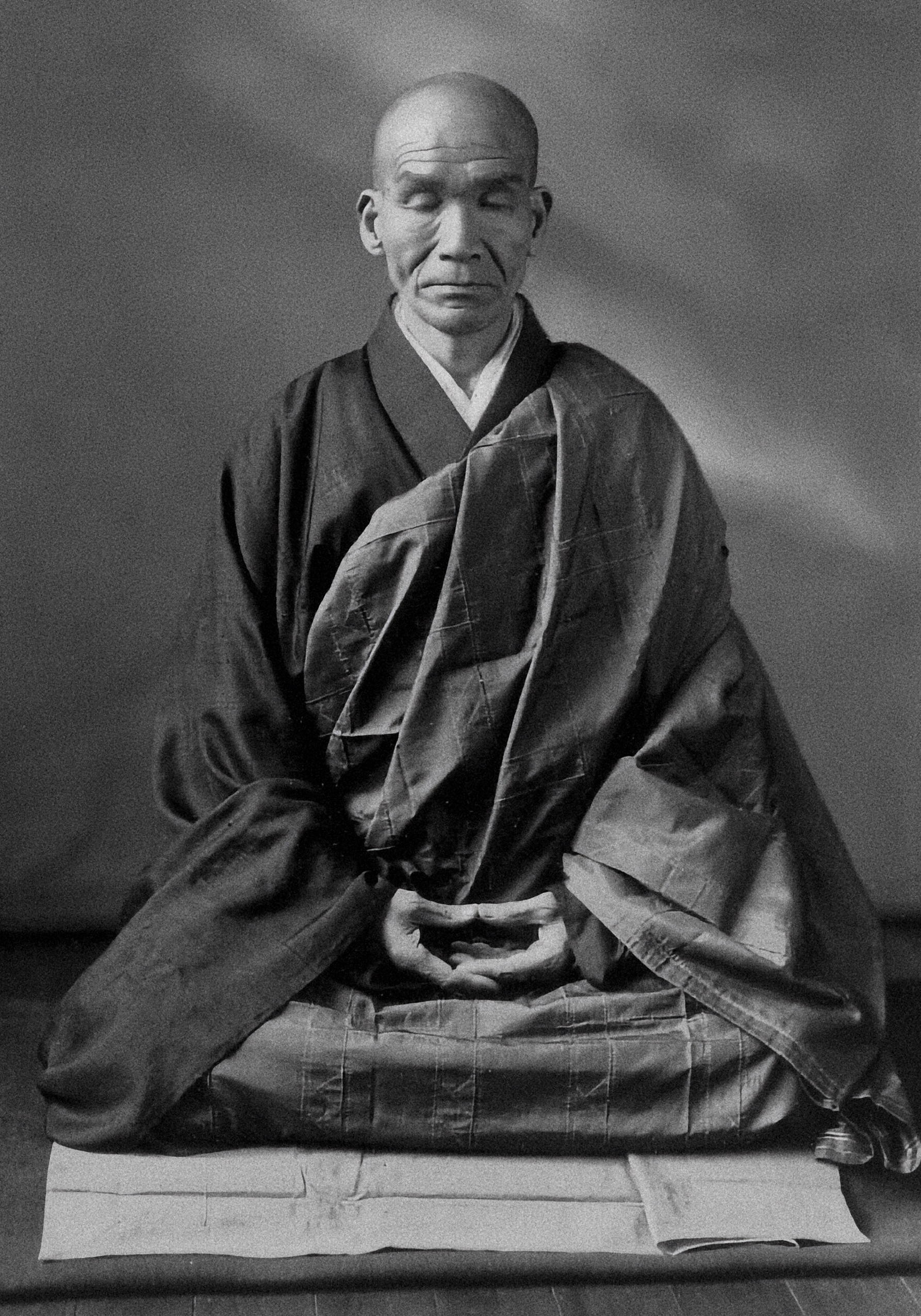
Kōdō Sawaki practicando zazen

Una forma común de meditación sentada se llama "Iluminación silenciosa" (Ch. mòzhào, Jp. mokushō). Esta práctica fue promovida tradicionalmente por la escuela Caodong y está asociada con Hongzhi Zhengjue (1091-1157), quien escribió varios textos sobre la práctica. Este método deriva de la práctica budista india de la unión (yuganaddha) de śamatha y vipaśyanā.
En la práctica de Hongzhi de la "meditación no dual sin objeto", el meditador es consciente de la totalidad de los fenómenos en lugar de centrarse en un solo objeto, sin ninguna interferencia, conceptualización, avaricia, búsqueda de objetivos o dualidad sujeto-objeto.
Esta práctica también es popular en las principales escuelas de Zen japonés, pero especialmente en la Sōtō, donde es más conocido como shikantaza (Ch. zhǐguǎn dǎzuò, "simplemente sentarse" o "solo sentarse"). Se puede encontrar una justificación textual, filosófica y fenomenológica considerable de la práctica a lo largo del trabajo del maestro japonés Dōgen, especialmente en su Shōbōgenzō, por ejemplo en el Fukanzazengi ("Instrucciones universalmente recomendadas para el zazen"). Si bien las formas japonesa y china son similares, tienen enfoques distintos.

#### Huatou y Koans

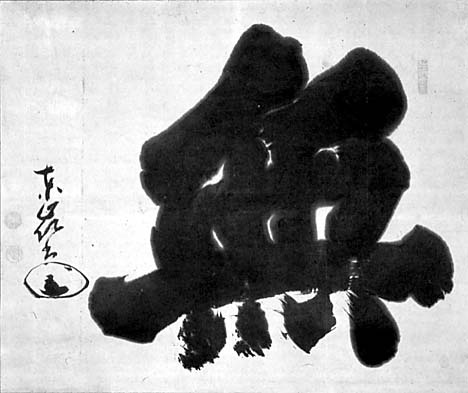
Caligrafía "Mu", del maestro Torei Enji.

Durante la dinastía Tang, la literatura de gōng'àn (Jp. kōan) se hizo popular. Literalmente significando "caso público", eran historias o diálogos, que describían enseñanzas e interacciones entre maestros zen y sus estudiantes. Estas anécdotas dan una demostración de la visión del maestro. Los kōan están destinados a ilustrar la visión no conceptual (prajña) a la que apuntan las enseñanzas budistas.
Durante la dinastía Sòng, un nuevo método de meditación fue popularizado por figuras como Dahui, que se llamaba kanhua chan ("observar la frase"), que se refería a la contemplación de una sola palabra o frase (el huatou, "frase crítica" ) de un gōng'àn. En el Chan chino y el Seon coreano, esta práctica de "observar el huatou" (hwadu en coreano, wato en japonés) es un método ampliamente practicado. Fue enseñado por el influyente maestro coreano Chinul (1158-1210) y maestros chinos modernos como Sheng Yen y Xu Yun.
En la escuela japonesa Rinzai, la introspección de kōan desarrolló su propio estilo formalizado, con un plan de estudios estandarizado, que debe estudiarse en secuencia. El conocimiento del estudiante de un kōan se presenta al maestro en una entrevista privada (referida en japonés como dokusan, daisan o sanzen). Si bien no hay una respuesta única para un kōan, se espera que los practicantes demuestren su comprensión espiritual a través de sus respuestas. El maestro puede aprobar o desaprobar la respuesta y guiar al alumno en la dirección correcta. La interacción con un maestro es central en el zen, pero hace que la práctica del zen también sea vulnerable a malentendidos y explotación.
La investigación de un kōan se puede practicar durante zazen (meditación sentada), kinhin (meditación caminando) y durante todas las actividades de la vida diaria. El objetivo de la práctica es kensho (experimentar la verdadera naturaleza), y debe ser seguido por una práctica adicional para lograr un estado de ser natural, sin esfuerzo, la "liberación final", "saber sin ningún tipo de contaminación".

#### Nianfo chan
Nianfo (Jp. nembutsu, Sct. buddhānusmṛti "recuerdo del Buda") se refiere a la recitación del nombre del Buda. En la mayoría de los casos se recita el nombre del Buda Amitabha. En China, la práctica del budismo Tierra Pura es basada en repetir la frase Nāmó Āmítuófó (Homenaje a Amitabha). Esta práctica fue adoptada como una forma de Chan por figuras chinas como Yongming Yanshou, Zhongfen Mingben y Tianru Weize. Durante el final de la Dinastía Ming, la armonización de las prácticas Tierra Pura con la meditación Chan fue continuada por figuras como Yunqi Zhuhong y Hanshan Deqing.
Esta práctica, así como su adaptación al "nembutsu kōan", también es utilizada por la escuela japonesa llamada Ōbaku.

### Virtudes y votos

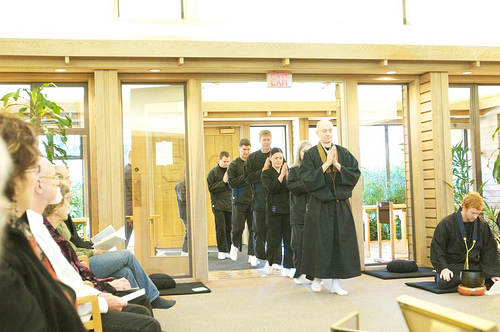
Ceremonia Jukai, Victoria Zen Center, 2009.

Dado que Zen es una forma de budismo Mahayana, es centrado en el esquema del camino del bodhisattva, que se basa en la práctica de las "virtudes trascendentes" o "perfecciones" (pāramitā, Ch. bōluómì, Jp. baramitsu) y la toma de los votos del bodhisattva.
La lista más ampliamente utilizada de seis virtudes es: generosidad, entrenamiento moral (incluye los cinco preceptos), paciencia, energía o esfuerzo, meditación y sabiduría. Una fuente importante para estas enseñanzas es el sutra Avatamsaka, que también describe los niveles (bhumi) del camino del bodhisattva. Los pāramitās se mencionan en los primeros textos de Chan, como "Las dos entradas y cuatro prácticas" de Bodhidharma, y las figuras posteriores de Chan, como Zongmi, los ven como una parte importante del cultivo gradual (jianxiu).
Un elemento importante de esta práctica es la toma formal y ceremonial de refugio en las tres joyas, y los votos y preceptos del bodhisattva. Se toman varios conjuntos de preceptos en Zen, incluidos los cinco preceptos, los "diez preceptos esenciales" y los dieciséis preceptos del bodhisattva. Esto se hace comúnmente en un ritual de iniciación (Ch. shòu jiè, Jp. jukai, Ko. sugye, "recibir los preceptos"), que también es realizado por seguidores laicos y marca a un laico como budista formal.
La práctica budista china del ayuno (zhai), especialmente durante los días de uposatha (Ch. zhairi, "días de ayuno") también puede ser un elemento del entrenamiento Chan.

### Cultivo físico

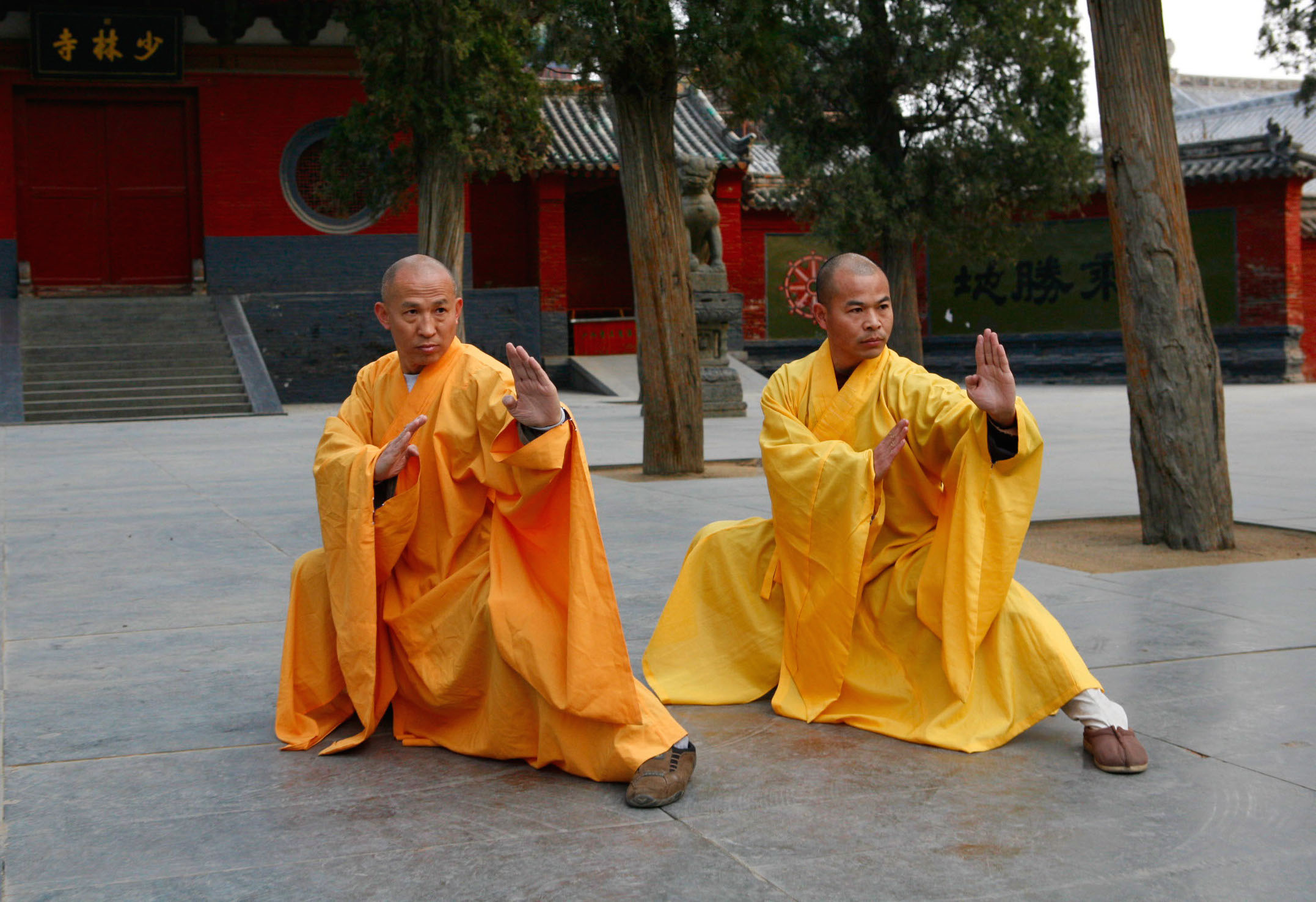
Dos grandes maestros del templo Shaolin, Shi DeRu y Shi DeYang.

Las artes marciales tradicionales (Ch. gōngfu) también se han visto como formas de praxis zen. Esta tradición se remonta al influyente monasterio Shaolin en Henan, que desarrolló la primera forma institucionalizada de gōngfu. A finales de la dinastía Ming, Shaolin gōngfu era muy popular, como lo demuestran las menciones en varias formas de la literatura Ming. Las fuentes históricas también hablan del impresionante ejército monástico de Shaolin.
Estas prácticas de Shaolin, que comenzaron a desarrollarse alrededor del siglo XII, también fueron vistas tradicionalmente como una forma de cultivo interno budista (hoy llamado wuchan, "chan marcial"). Las artes Shaolin también hicieron uso de ejercicios físicos taoístas (taoyin), prácticas de respiración y cultivo de energía (qìgōng). Fueron vistos como métodos terapéuticos que mejoraron la "fuerza interna" (neili), la salud y la longevidad (yangsheng), así como los medios para la liberación espiritual.
La influencia de estas prácticas taoístas se puede ver en el trabajo de Wang Zuyuan (ca. 1820–después de 1882), un erudito y burócrata menor que estudió en Shaolin. La Exposición Ilustrada de Técnicas Internas de Wang muestra cómo los ejercicios de Shaolin se extrajeron de métodos taoístas como los del Yi jin jing y "Las ocho piezas de brocado", posiblemente influenciados por el espíritu de sincretismo religioso de la dinastía Ming.
Según el maestro de Chan moderno Sheng Yen, el budismo chino ha adoptado ejercicios de cultivo interno de la tradición Shaolin como formas de "armonizar el cuerpo y desarrollar la concentración en medio de la actividad". Esto se debe a que "las técnicas para armonizar la energía vital son asistentes poderosos para el cultivo del samadhi y la comprensión espiritual" El Seon coreano también ha desarrollado una forma similar de entrenamiento físico activo, denominado Sunmudo.

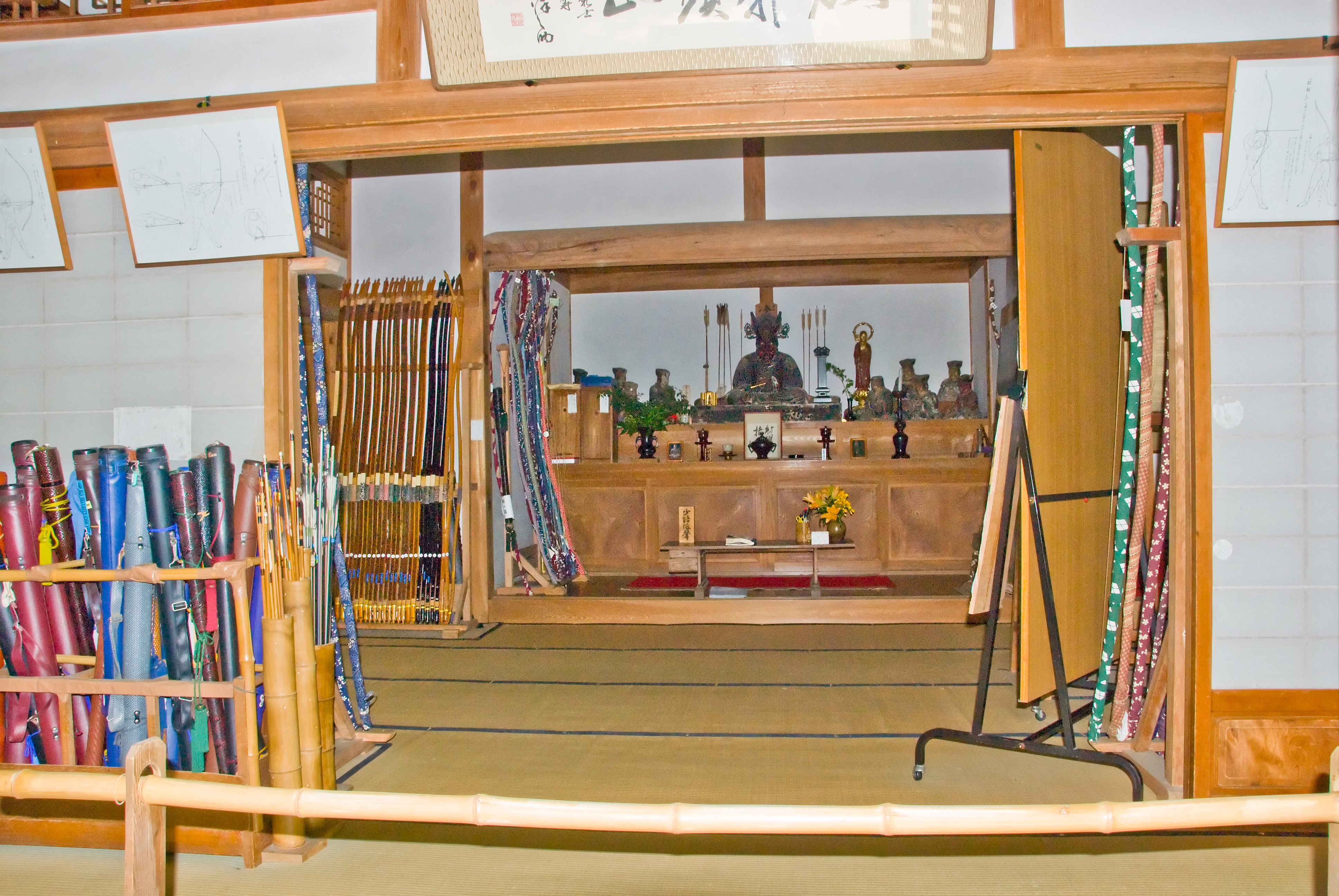
Arcos y carcajes en el templo Engaku-ji. El templo también tiene un dōjō para la práctica de Kyūdō y los sacerdotes Zen practican este arte aquí.

En Japón, las artes de combate (budō) y el Zen han estado en contacto desde que Rinzai Zen fue adoptado por el clan Hōjō en el siglo XIII. Una figura influyente en esta relación fue el sacerdote Rinzai Takuan Sōhō, conocido por sus escritos sobre Zen y budō dirigidos a los samurai (como su libro "La mente libre"). La escuela Rinzai también adoptó ciertas prácticas energéticas taoístas. Fueron introducidos por Hakuin (1686–1769), que aprendió varias técnicas de un ermitaño llamado Hakuyu que ayudó a Hakuin a curar sus problemas de salud. Estas prácticas energéticas, conocidas como naikan, se basan en enfocar la mente y la energía vital (ki) en el tanden (un punto debajo del ombligo).

### Artes

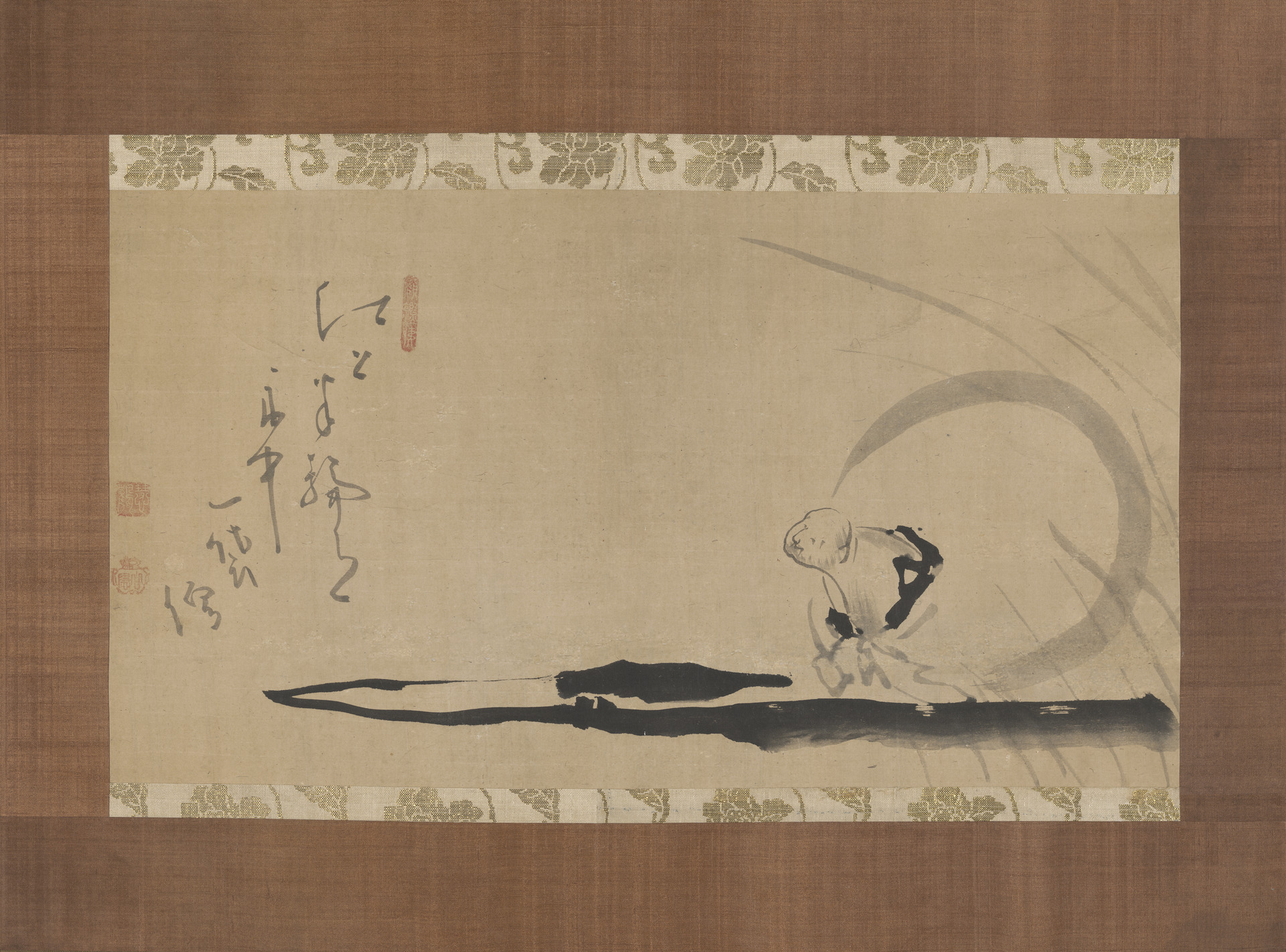
Hakuin Ekaku, 'Hotei en un bote', Galería de Arte de la Universidad Yale.

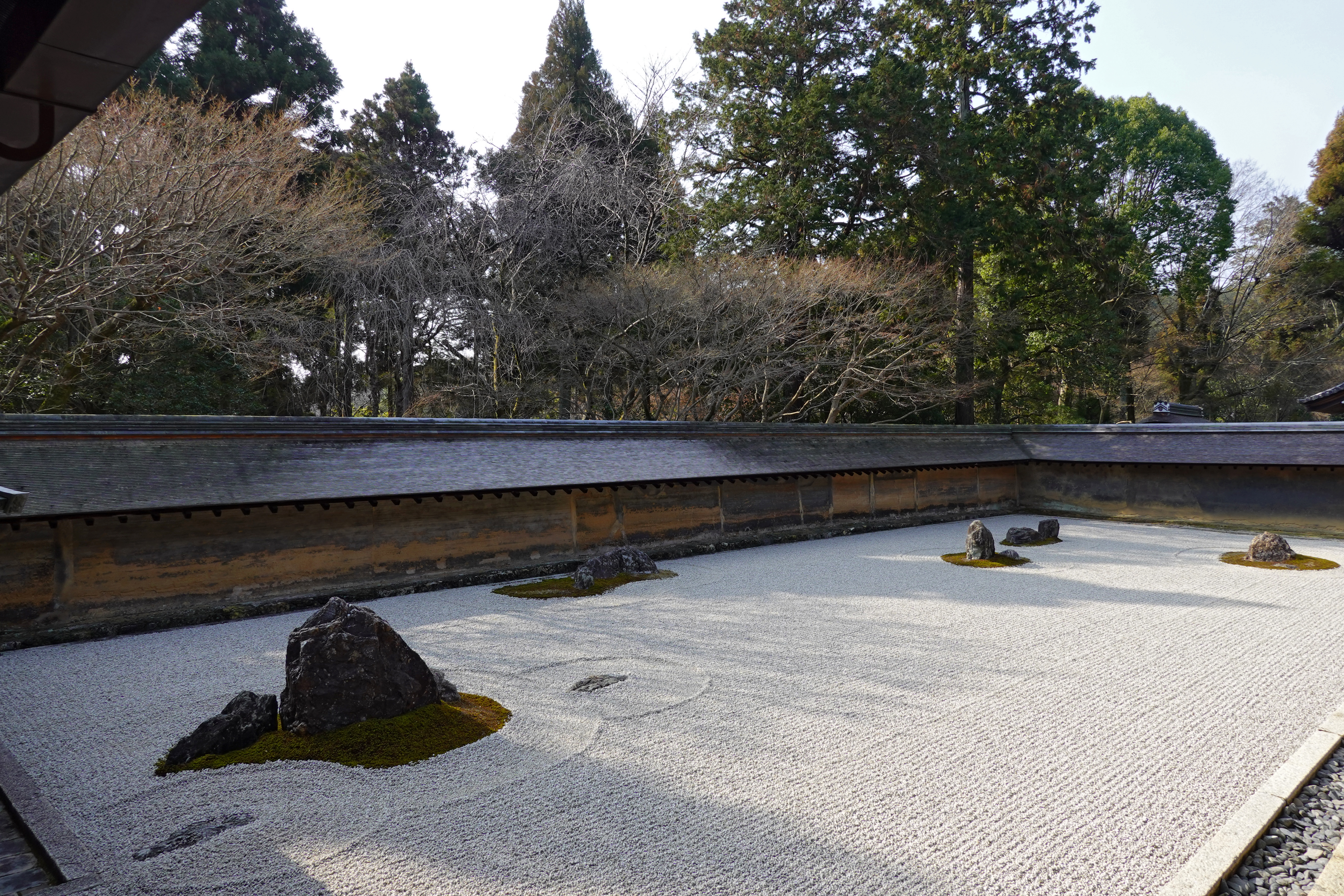
Un jardín zen kare-sansui (paisaje seco) en Ryōan-ji.

Ciertas artes como la pintura, la caligrafía, la poesía (como en el Haiku), ikebana, la ceremonia del té y otras se han utilizado como parte del entrenamiento y la práctica Zen. Monjes pintores, como Guanxiu y Muqi Fachang, utilizaron las artes clásicas chinas para comunicar a sus alumnos su comprensión espiritual.
Hakuin es un maestro zen japonés conocido por crear un gran corpus de sumi-e (pinturas de tinta y lavado) y caligrafía japonesa para comunicar el zen de una manera visual. Su trabajo y el de sus discípulos fueron muy influyentes en el zen japonés. Otro ejemplo de las artes zen se puede ver en la secta Fuke del zen japonés, que practicaba una forma única de "zen de soplar" (suizen) con la flauta shakuhachi.

### Retiros
Grupos de practicantes zen pueden hacer retiros de meditación ocasionalmente en algunos templos. En el idioma japonés, esta práctica se llama sesshin. Si bien la rutina diaria puede requerir que los monjes mediten durante varias horas cada día, durante el período intensivo se dedican casi exclusivamente a la práctica del zen. Los numerosos períodos de zazen de 30 a 50 minutos de duración se entrelazan con descansos, comidas rituales formales (Jp. oryoki) y cortos períodos de trabajo (Jp. samu) que deben realizarse con el mismo estado de atención plena. En la práctica budista moderna en Japón, Taiwán y en el Occidente, los estudiantes laicos a menudo asisten a estas sesiones de práctica intensiva. Estos se llevan a cabo en muchos centros o templos zen.

### Rituales

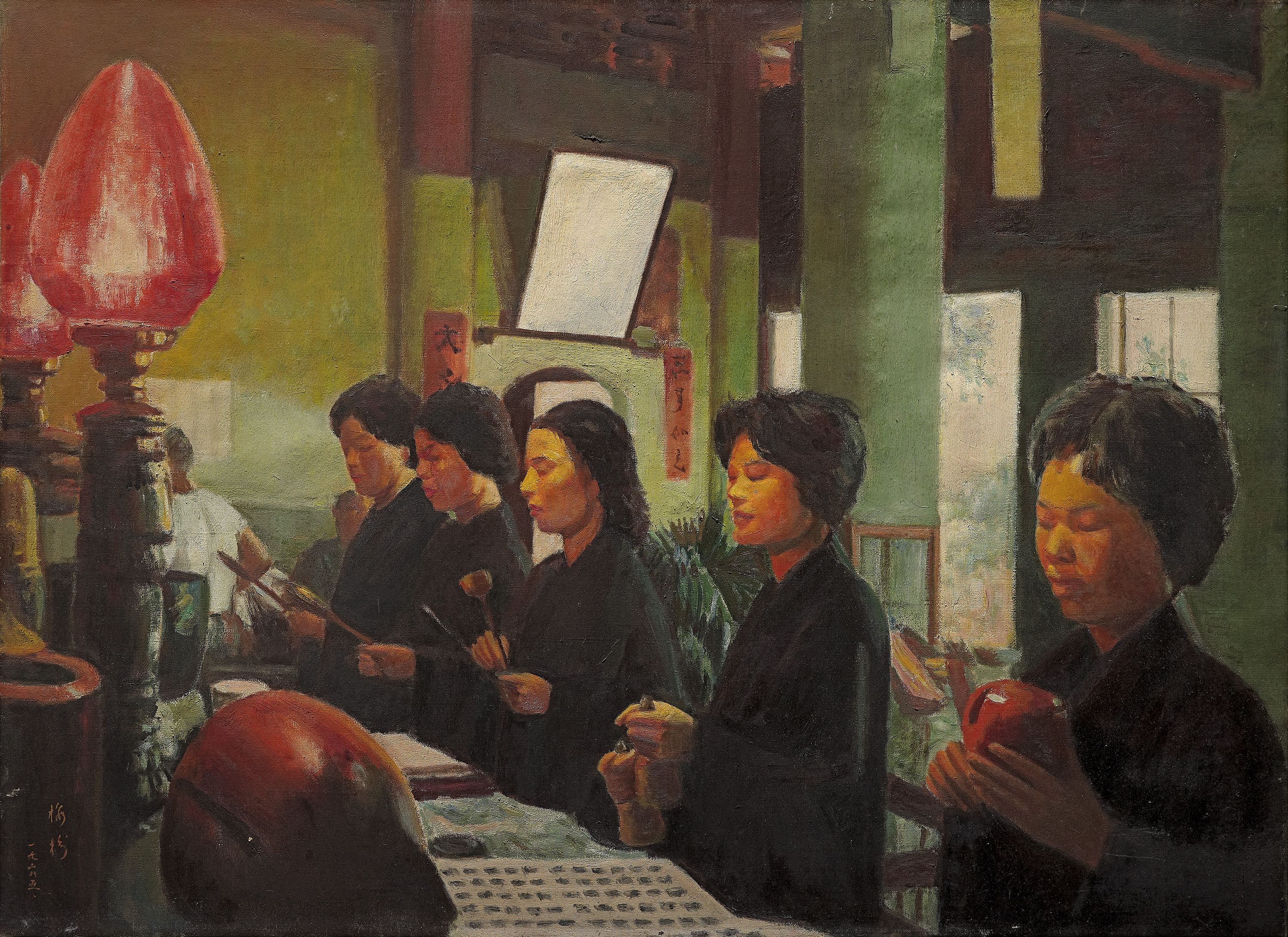
Cantando Las Escrituras Budistas, por el pintor taiwanés Li Mei-shu.

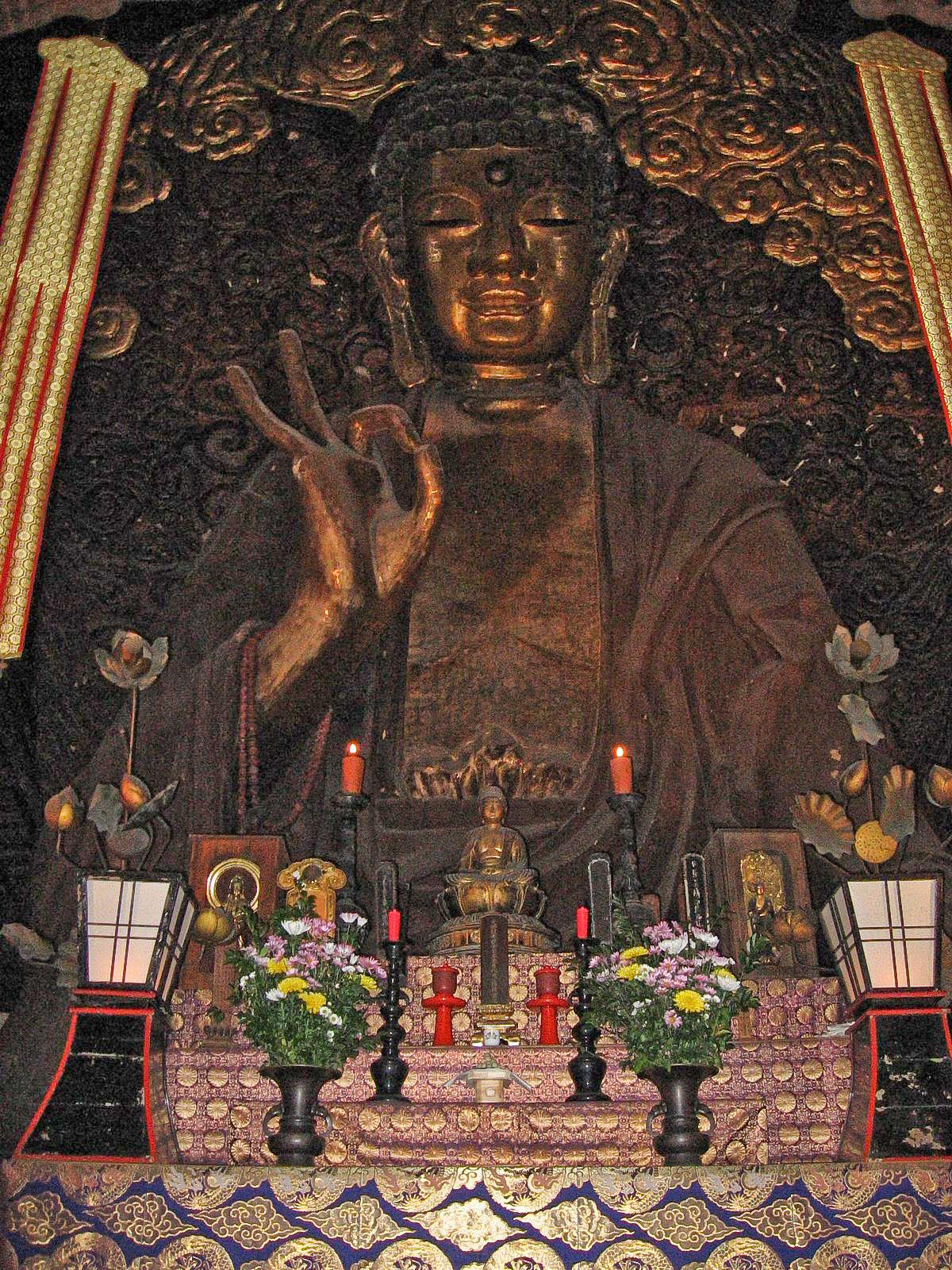
Gifu daibutsu y butsudan del templo Shōhō-ji.

La mayoría de los monasterios, templos y centros Zen realizan diversos rituales, servicios y ceremonias (como ceremonias de iniciación y funerales), que siempre van acompañados del canto de versos, poemas o sutras. También hay ceremonias que tienen el propósito específico de recitar sutras (llamadas niansong en chino, o nenju en japonés). Los practicantes cantan sutras Mahayana importantes, como el Sutra del corazón y el capítulo 25 del Sutra del loto (a menudo llamado "Sutra de Avalokiteśvara"). Los poemas de Zen y varios dhāraṇīs también pueden ser parte de una liturgia de un templo Zen, que incluye textos como el Sandokai, el Nīlakaṇṭha dhāraṇī y el Uṣṇīṣavijaya dhāraṇī sūtra.
El butsudan es el altar de un monasterio, un templo o la casa de un laico, donde se hacen ofrendas a las imágenes de los budas, bodhisattvas y familiares y antepasados fallecidos. Los rituales generalmente se centran en los principales budas o bodhisattvas como Avalokiteśvara (Guanyin), Acala, Kṣitigarbha y Manjushri.
Otro elemento importante en la práctica ritual Zen es la realización de postraciones rituales (Jp. raihai).
Un ritual popular en el zen japonés son las ceremonias de Mizuko kuyō (niño del agua), que se realizan para aquellos que han tenido un aborto espontáneo, muerte fetal o aborto. Estas ceremonias también se realizan en el budismo zen americano. Un ritual ampliamente practicado en el Chan chino se llama "Rito para liberar a los fantasmas hambrientos". El ritual podría remontarse a la dinastía Tang, y fue muy popular durante las dinastías Ming y Qing, cuando las prácticas budistas esotéricas se difundieron por todo el budismo chino. La fiesta china del Festival de los Fantasmas también podría celebrarse con rituales similares para los muertos. Estos rituales de los fantasmas son una fuente de controversia en el moderno Chan chino, y maestros como Sheng Yen critican la práctica por no tener "ninguna base en las enseñanzas budistas".
Otro ritual importante practicado en el zen son los varios rituales de arrepentimiento o confesión (Jp. zange) que se practicaban ampliamente en todas las formas del budismo Mahayana chino. Un texto popular de Chan sobre esto es el "Ritual de Arrepentimiento del Emperador Liang", compuesto por el maestro Baozhi. Dogen también escribió un tratado sobre el ritual de arrepentimiento, el Shushogi. Otros rituales podrían incluir ritos relacionados con deidades locales (kami en Japón) y ceremonias en días festivos budistas como el cumpleaños de Buda.
Los funerales también son un ritual importante y son un punto de contacto común entre los monjes zen y los laicos. Las estadísticas publicadas por la escuela Sōtō indican que el 80 por ciento de los laicos de Sōtō visitan su templo solo por razones relacionadas con los funerales y la muerte. El 17% visita por razones espirituales y el 3% visita a un sacerdote zen en un momento de crisis o problemas personales.

### Prácticas esotéricas
Dependiendo de la tradición, los métodos esotéricos como mantras y dhāraṇīs también se utilizan para diferentes propósitos, incluida la meditación, la protección contra el mal, invocando el poder de ciertos bodhisattvas, y apoderar las ceremonias y rituales zen. El mantra del Sutra del Corazón es un mantra que se usa en el Zen durante varios rituales.  Otro ejemplo es el Mantra de la Luz (kōmyō shingon), que es común en Soto Zen y se derivó de la secta Shingon.
El uso de mantras esotéricos en el Zen se remonta a la dinastía Tang. Hay evidencia de que los budistas Chan adoptaron prácticas del budismo esotérico en los hallazgos de Dunhuang. Según Henrik Sørensen, varios sucesores de Shenxiu (como Jingxian y Yixing) también eran estudiantes de la escuela Zhenyan (Mantra). Los dhāraṇī esotéricos influyentes, como el Uṣṇīṣa Vijaya Dhāraṇī Sūtra, también comienzan a citarse en la literatura de la escuela Baotang durante la dinastía Tang.
También hay documentación de que los monjes del templo Shaolin durante el siglo VIII usaron prácticas esotéricas como el mantra y el dharani, y que estos también influyeron en el budismo Seon coreano. Durante la dinastía Joseon, la escuela Seon era bien inclusiva y ecuménica en su doctrina y prácticas. Según Sørensen, los escritos de varios maestros Seon (como Hyujeong) revelan que eran adeptos esotéricos.
En el zen japonés, el uso de prácticas esotéricas a veces se denomina "zen mixto" (kenshū zen 兼 修禪), y se considera que la figura de Keizan Jōkin (1264-1325) introduce esto en la escuela Soto.  El fundador japonés de la escuela Rinzai, Myōan Eisai (1141–1215), también era un conocido practicante del budismo esotérico y escribió sobre el tema.
Según William Bodiford, un dhāraṇī muy común en el zen japonés es el Śūraṅgama dhāraṇī (Ryōgon shu 楞嚴 呪; T. 944A), que se canta repetidamente durante los retiros de entrenamiento de verano y en "todas las ceremonias monásticas importantes durante todo el año" en monasterios Zen. Algunos templos Zen como Eigen-ji también realizan rituales esotéricos, como el ritual homa. Como dice Bodiford "quizás los ejemplos más notables de este fenómeno es el ritual de la puerta de la ambrosía (kanro mon 甘露 門) que se realiza en cada templo Sōtō Zen". Se asocia con la alimentación de fantasmas hambrientos, ritos conmemorativos de antepasados y el festival de los fantasmas.

## Doctrina y escrituras
Las enseñanzas Zen se pueden comparar con "un dedo apuntando a la luna". Las enseñanzas Zen apuntan a la verdadera naturaleza de las cosas (dharmatā) o la talidad (tathātā). Pero la tradición Zen también advierte contra tomar sus enseñanzas, el "dedo", como la verdad o realidad en sí misma.
Aunque la narrativa Zen establece que es una "transmisión especial fuera de las escrituras", que "no se basaba en las palabras", Zen tiene un fundamento doctrinal que se basa firmemente en la tradición filosófica budista. Fue completamente influenciado por las enseñanzas Mahāyāna en el camino del bodhisattva, el Madhyamaka (Sānlùn), Yogacara (Wéishí), Prajñaparamita, Laṅkāvatāra Sūtra y otros textos de la naturaleza de Buda. La influencia de Madhyamaka y Prajñaparamita se puede discernir en el énfasis en la sabiduría no conceptual (prajña) y el lenguaje apofático de la literatura Zen.
La filosofía de la escuela Huayan también tuvo influencia en el Chan chino. Un ejemplo es la doctrina Huayan de la interpenetración de los fenómenos. La teoría Huayan del "Dharmadhatu cuádruple" también influyó en los "cinco rangos" de Dongshan Liangjie (806–869), el fundador del linaje Caodong.

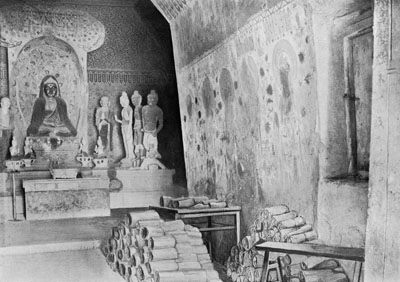
Cueva 16 de las Cuevas de Mogao, con altar y rollos de sutras, descubierto por Aurel Stein en 1907.

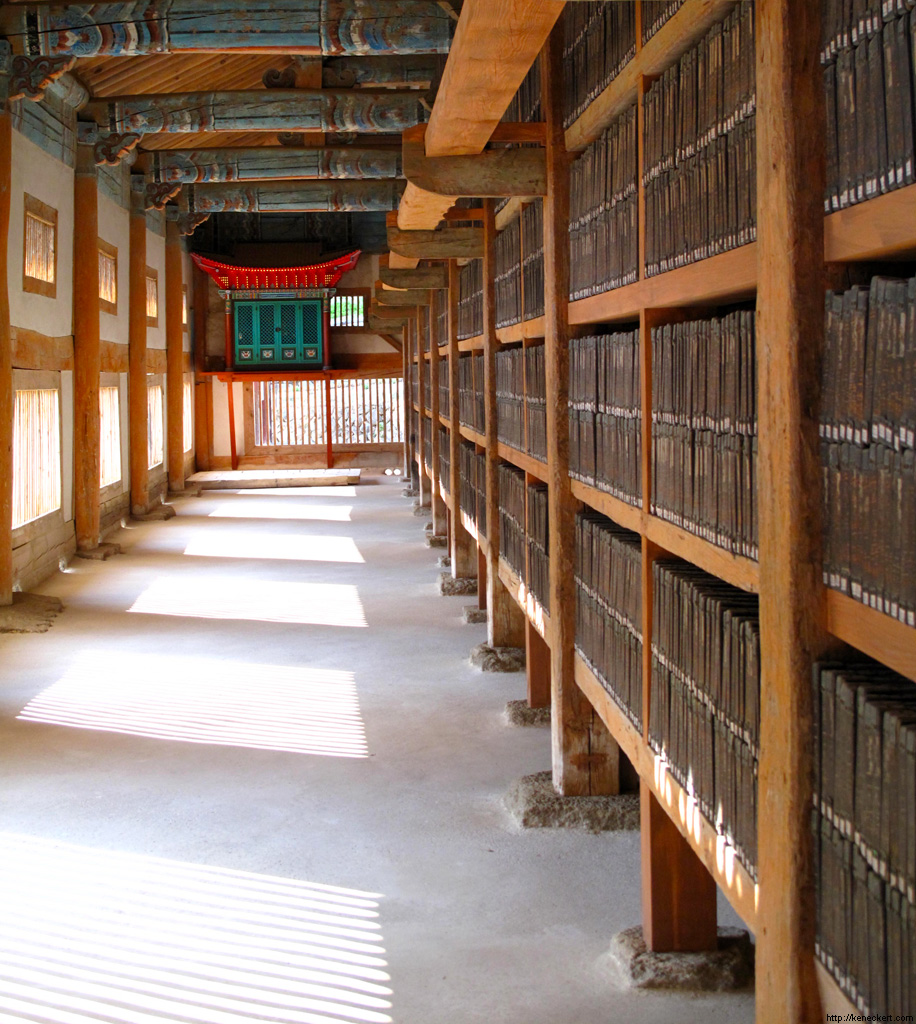
Tabletas del Tripiṭaka Coreana, una edición temprana del canon budista chino, en el Templo de Haeinsa, Corea del Sur.

### Zen y los sutras
Contrariamente a la imagen popular, los sutras sí son importantes en el entrenamiento Zen. El Zen está profundamente arraigado en las enseñanzas y doctrinas del budismo Mahāyāna. Los textos clásicos del zen, como el Sutra de la Plataforma, contienen numerosas referencias a los sutras canónicos budistas. Para monjes Zen "se espera que se familiaricen con los clásicos del canon Zen". Una revisión de los primeros documentos históricos y la literatura de los primeros maestros Zen revela claramente que estaban bien versados en numerosos sūtras Mahāyāna, así como en las filosofías Mahāyāna como Madhyamaka.
Sin embargo, el Zen a menudo se representa como antiintelectual. Esta imagen del Zen surgió durante la dinastía Song (960–1297), cuando Chán se convirtió en la forma dominante del budismo en China, y ganó gran popularidad entre las clases educadas y literarias de la sociedad china. El uso de koans, que son textos literarios altamente estilizados, refleja esta popularidad entre las clases más altas.
El famoso dicho "no establezca palabras y letras", atribuido en este período a Bodhidharma (lo cual es poco probable) no fue visto como una negación de todos los sutras y textos, sino como una advertencia para no confundirlos con la realización de la verdad misma.
Lo que la tradición Zen enfatiza es que la iluminación del Buda no se produjo a través de la conceptualización sino más bien a través de una visión directa. Pero la visión directa debe ser apoyada por el estudio y la comprensión de las enseñanzas y textos budistas.
Las primeras escuelas budistas en China se basaban en un sutra específico. Al comienzo de la dinastía Tang, en la época del quinto patriarca Hongren (601–674), la escuela Zen se estableció como una escuela separada del budismo. Tenía que desarrollar una tradición doctrinal propia para determinar su posición y basar sus enseñanzas en un sutra específico. Se usaron varios sutras para esto antes de la época de Hongren: el Śrīmālādevī Sūtra (por Huike), el Despertar de la Fe Mahayana (por Daoxin), el Sūtra del Lankavatara (por la Escuela de la Montaña del Este), el Sutra del diamante (Shenhui) y el Sutra de la Plataforma. Sin embargo, ninguno de estos sutras fueron decisivos, ya que la escuela se inspiró en una variedad de fuentes. Posteriormente, la tradición Zen produjo un rico corpus de literatura escrita, que se ha convertido en parte de su práctica y enseñanza. Otros sutras influyentes para el Zen son el Sūtra de Vimalakīrti, el Avatamsaka, el Shurangama y el Mahaparinirvana. Un apócrifo fundamental en la tradición zen es "El Sūtra de la Perfecta Iluminación".
Aunque las prácticas Chan incluyen el estudio de los sūtras y otros textos, el carácter directo e intuitivo de este tipo de tradición budista los sitúa en un segundo plano, ya que no los considera capaces de provocar por sí solos el despertar. En cambio, se anima al discípulo a mantener su atención en el momento presente, confiando en la sabiduría innata de todo ser humano para realizar todo su potencial.
Esta noción procede del budismo mahāyāna, cuyos textos desarrollan la idea del Tathāgatagarbha o "matriz de la iluminación". Esta idea se ampliará poco tiempo después con la aparición de diversos sūtras. En su vertiente china, se subraya el carácter innato de la budeidad en todos los seres, lo cual ejercerá una influencia crucial en el budismo de todo el este y el sudeste asiático.

### Literatura zen
La tradición zen desarrolló una rica tradición textual, basada en la interpretación de las enseñanzas budistas y los dichos de los maestros zen. Los textos importantes exclusivos de la escuela zen incluyen:
- El Tratado sobre las Dos Entradas y las Cuatro Prácticas, atribuido a Bodhidharma;
- El Sutra de la Plataforma (siglo VIII), atribuido a Huineng;
- Los registros de transmisión, como La Antología del Salón Patriarcal (Zǔtángjí, c. 952) y Los Registros de la Transmisión de la Lámpara (Ching-te ch'uan-teng lu), compilado por Tao-yün y publicados en 1004;
- El género "Yü-lü" que consiste en los dichos grabados de los maestros y los diálogos de encuentros, por ejemplo: el "Lin-ji yü-lü" (El Registro de Linji, dinastía Song);
- Las colecciones de koan, como "La Barrera sin puerta" (Wumenguan) y "El Registro del Acantilado Azul" (Bìyán Lù).
- Textos en prosa y obras filosóficas chinas, como las escrituras de Guifeng Zongmi.
- Textos Zen en japonés, como el Shōbōgenzō de Dōgen y "La lámpara eterna del zen" (Shūmon mujintō ron) de Tōrei Enji.
- Textos en coreano, como los "Extractos de la Colección Dharma y Registro de Práctica Especial con notas personales" de Jinul.

## Historia de Chán
El budismo Zen (chino: Chán 禪) es el resultado de una larga historia que comienza en China. Cada período chino tenía diferentes formas de Chán, algunas de las cuales permanecieron influyentes, mientras que otras desaparecieron. La historia de Chán en China está dividida en varios períodos por diferentes eruditos, que generalmente distinguen una fase clásica y un período posclásico.
McRae distingue cuatro fases en la historia del Chán chino:
1. Proto-Chán (c. 500–600; Dinastías meridionales y septentrionales c. 420 a 589 y dinastía Sui c. 589–618 CE).
2. Chán temprano (c. 600–900; Dinastía Tang).
3. Chán Medio (c. 750–1000; desde la Rebelión de An Lushan hasta el período de las Cinco Dinastías y los Diez Reinos).
4. Chán en la Dinastía Song (c. 950–1300).

McRae no da una periodización para el Chán después de la dinastía Song, pero menciona que se puede hablar de "al menos una fase posclásica o quizás múltiples fases".
Durante la Dinastía Ming (1368–1644) y la Dinastía Qing (1644–1912) Chán fue parte de una gran cultura budista sincrética. Una fase final se puede distinguir desde el siglo XIX en adelante, cuando el imperialismo occidental tuvo una influencia creciente en el sudeste asiático. Un efecto secundario de esta influencia imperial fue la modernización de las religiones asiáticas, adaptándolas a las ideas y estrategias retóricas occidentales.

### Orígenes
Cuando el budismo llegó a China desde Asia Central y la India, inicialmente se adaptó a la cultura china. El budismo estuvo expuesto a las influencias confucianistas y taoístas. La terminología taoísta se utilizó para expresar las doctrinas budistas en las traducciones más antiguas de textos budistas.
Los primeros reclutas budistas en China eran taoístas. Desarrollaron una gran estima por las técnicas de meditación budista recientemente introducidas, y las combinaron con la meditación taoísta. Los representantes del budismo chino temprano como Sengzhao y Tao Sheng fueron profundamente influenciados por las obras clave taoístas de Laozi y Zhuangzi. En este contexto, los conceptos taoístas como la "naturalidad" fueron heredados por los primeros discípulos de Chán.

### Proto-Chán

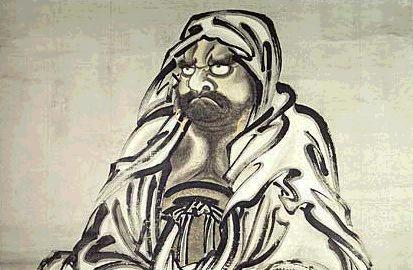
Bodhidharma por Kawanabe Kyōsai, primer patriarca del budismo Chán.

En esta fase (c. 500–600), Chán se desarrolló en el norte de China. Se basó en la práctica de dhyana y está conectado con las figuras de Bodhidharma y Huike, aunque hay poca información histórica sobre estas primeras figuras. Las historias más legendarias sobre su vida provienen de fuentes posteriores, en su mayoría de la dinastía Tang.  Un texto importante de este período son las Dos Entradas y las Cuatro Prácticas, que se encontraron en Dunhuang y se atribuyen a Bodhidharma. Fuentes posteriores mencionan que estas figuras enseñaron el Laṅkāvatāra Sūtra, aunque no hay evidencia directa de esto de las fuentes más antiguas.

### Chán temprano
El Chán temprano se refiere a Chán durante la primera parte de la dinastía Tang (618–750). El quinto patriarca Daman Hongren (601–674) y su heredero del dharma Yuquan Shenxiu (606–706) fueron influyentes en la fundación de la primera institución de la escuela Chán en la historia china, conocida como la "Escuela de la Montaña del Este" (Dongshan famen). Hongren enseñó la práctica de shou-hsin, "mantener (proteger) la mente", en la cual "se mantiene una conciencia de la Mente Verdadera o de la naturaleza de Buda", [exhortando] a los practicantes a que se apliquen sin descanso a la práctica de la meditación."
Shenxiu fue el estudiante más influyente y carismático de Hongren, incluso fue invitado a la Corte Imperial por la emperatriz Wu. Shenxiu también fue criticado por el maestro Shenhui (670–762), por sus enseñanzas "gradualistas". En cambio, Shenhui promovió las enseñanzas "repentinas" de su maestro Huineng (638–713), así como el texto que luego se convirtió en un clásico de Chán muy influyente llamado el Sutra de la Plataforma. La campaña de propaganda de Shenhui finalmente logró elevar a Huineng al estado de sexto patriarca de Chán.  El debate entre el despertar repentino versus el despertar gradual que se desarrolló en esta época llegó a definir las doctrinas posteriores del budismo Chán.

### Chán Medio
El período de Chán Medio (c. 750–1000) va desde la Rebelión de An Lushan (755–763) hasta el período de las Cinco Dinastías y los Diez Reinos (907–960 / 979). Esta fase vio el desarrollo de nuevas escuelas de Chán. La más importante de estas escuelas es la escuela Hongzhou de Mazu Daoyi (709–788), a la que también pertenecen Shitou, Baizhang y Huangbo. Esta escuela a veces se ve como la expresión arquetípica de Chán, con su énfasis en la expresión personal de la comprensión y su rechazo de declaraciones positivas, así como la importancia que le dio a las "preguntas y respuestas espontáneas y no convencionales durante un encuentro" (linji wenda) entre maestro y discípulo.
Sin embargo, los estudiosos modernos han visto gran parte de la literatura que presenta estos encuentros "iconoclastas" como revisiones posteriores durante la era Song y, en cambio, ven a los maestros de Hongzhou como no muy radicales, promoviendo ideas bastante conservadoras, como mantener preceptos, acumular buen karma y la meditación. Sin embargo, la escuela produjo enseñanzas y perspectivas innovadoras como las opiniones de Mazu de que "esta mente es Buda" y que "la mente ordinaria es el camino", que también fueron criticadas por figuras posteriores, como el influyente Guifeng Zongmi (780–841) , por no diferenciar entre ignorancia e iluminación.

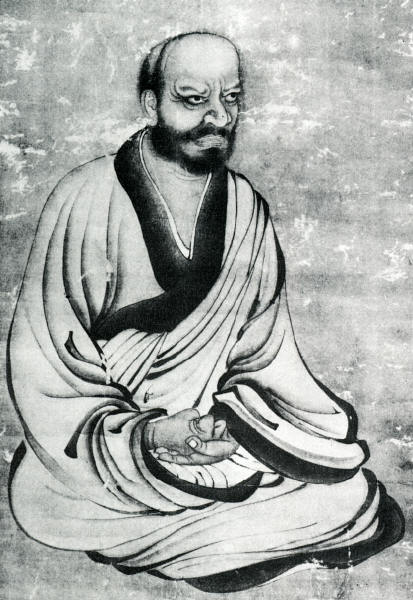
Línjì (Rinzai)

Al final de la era Tang, la escuela de Hongzhou fue reemplazada gradualmente por varias tradiciones regionales, que se conocieron como las Cinco Casas de Chán. Shitou Xiqian (710–790) es considerado como el Patriarca de la escuela Cáodòng (Jp. Sōtō), mientras que Linji Yixuan (muerto en 867) es considerado como el fundador de la escuela Línjì (Jp. Rinzai). Ambas tradiciones fueron bastante influyentes tanto dentro como fuera de China. 
Otro influyente maestro Chán del Tang fue Xuefeng Yicun. Durante el Tang posterior, la práctica del "diálogo de encuentro" alcanzó su plena madurez. Estos diálogos formales entre maestro y discípulo utilizaron un lenguaje absurdo, ilógico e iconoclasta, así como formas no verbales de comunicación, como gestos físicos como gritar y golpear. También era común escribir diálogos de encuentros ficticios y atribuirlos a figuras anteriores de Chán. Un texto importante de este período es la Antología del Salón Patriarcal (952), que ofrece muchas "historias de encuentros", además de establecer una genealogía de la escuela Chán.
La Gran Persecución Antibudista en 845 fue devastadora para el Chán metropolitano, pero la escuela de Mazu sobrevivió y asumió un papel de liderazgo en el Chán del Tang posterior.

### Chán de la Dinastía Song

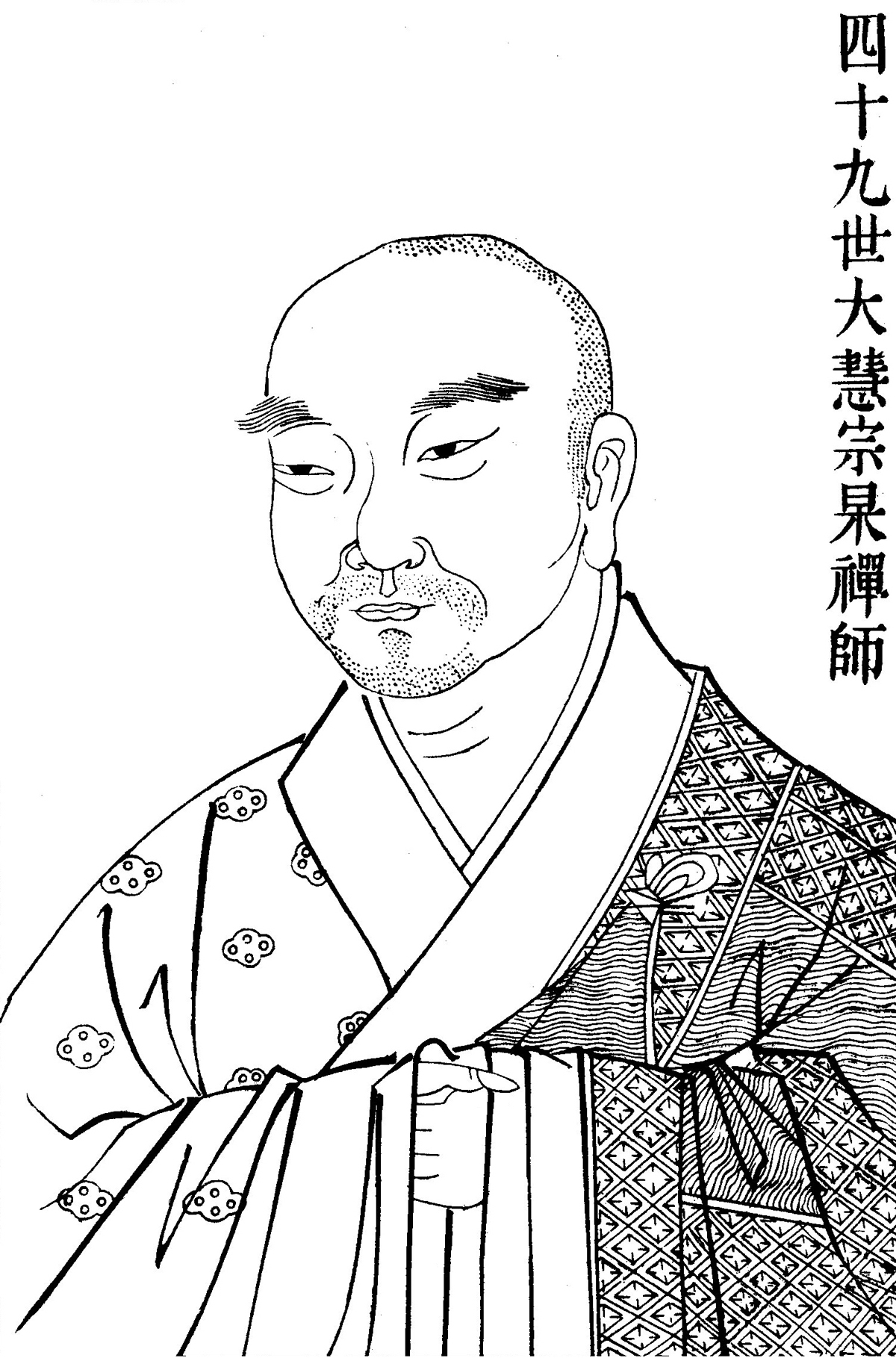
Dahui introdujo el método de kan huatou, o "inspeccionar la frase crítica".

Durante la dinastía Song (c. 950–1300), el budismo Chán tomó su forma definitiva, desarrolló el uso de los koans y formalizó su propia historia idealizada, con las leyendas de la "edad de oro" del Tang.
En esta era, Chán se convirtió en la secta más grande del budismo chino y tenía fuertes lazos con el gobierno imperial. Esto llevó al desarrollo de un sistema oficial de rangos y administración de templos. La forma dominante de Chán era la escuela Linji debido al apoyo de la clase de eruditos oficiales (shì dàfū) y la corte imperial. Esta escuela desarrolló el estudio de la literatura de gong'an ("caso público"), que representaba historias de encuentros entre maestros y estudiantes. Estos gong'ans eran vistos como demostraciones de la mente despierta.
Durante el siglo XII, surgió una rivalidad entre las escuelas Linji y Caodong por el apoyo de la clase de eruditos oficiales. Hongzhi Zhengjue (1091–1157) de la escuela Caodong enfatizó la iluminación silenciosa o la reflexión serena (mòzhào) como un medio para la práctica solitaria, que podrían realizar los seguidores laicos. Mientras tanto, Dahui Zonggao (1089–1163) de la escuela Linji introdujo el k'an-hua chan ("el chán de observar la palabra principal"), lo que implicó la meditación sobre la frase crucial o "línea de remate" (huatou) de un gong 'an.
La era Song también vio un sincretismo de Chán y el budismo de la tierra pura por Yongming Yanshou (904–975), que más tarde se volvería extremadamente influyente. Yongming también utilizó el trabajo de Zongmi para indicar que los valores del taoísmo y el confucianismo también podrían adoptarse e integrarse en el budismo. Chán también influyó en el neoconfucianismo, así como en ciertas formas de taoísmo, como la escuela Quanzhen.
Las colecciones clásicas de koans, como El Registro del Acantilado Azul y La Barrera sin Puerta se reunieron en este período. Reflejan la influencia de la clase intelectual china o "literatos" en el desarrollo de Chán. En esta fase, Chán es transportado a Japón y ejerce una gran influencia en Seon coreano a través de Jinul.

### Chán posclásico
Durante la dinastía Ming, la escuela Chán era tan dominante que todos los monjes chinos estaban afiliados a la escuela Linji o la escuela Caodong.
Algunos estudiosos ven la fase posclásica como una "era de sincretismo." El período posclásico vio la popularidad de la práctica dual de Chán y el Budismo de la Tierra Pura (conocido como Nianfo Chán), como se ve en las enseñanzas de Zhongfeng Mingben (1263–1323) y el gran reformador Hanshan Deqing (1546–1623). Esto se convirtió en un fenómeno generalizado y, con el tiempo, se perdió gran parte de la distinción entre las dos prácticas, y muchos monasterios enseñaron tanto la meditación Chán como nianfo (recitando el nombre de Buda). La dinastía Ming vio esfuerzos crecientes de figuras como Yunqi Zhuhong (1535-1615) y Daguan Zhenke (1543-1603) para revivir y reconciliar el budismo Chan con la práctica del estudio de los sutras.
Al comienzo de la dinastía Qing, Chán fue "reinventado", por el "renacimiento de las prácticas de golpes y gritos" por Miyun Yuanwu (1566-1642), y la publicación del Wudeng yantong ("La transmisión estricta de las cinco escuelas Chan ") por Feiyin Tongrong's (1593–1662), un heredero del dharma de Miyun Yuanwu. El libro colocó a varios monjes Chan sin transmisión adecuada en la categoría de "linaje desconocido" (sifa weixiang), excluyendo así a varios prominentes monjes Caodong.

### Era moderna

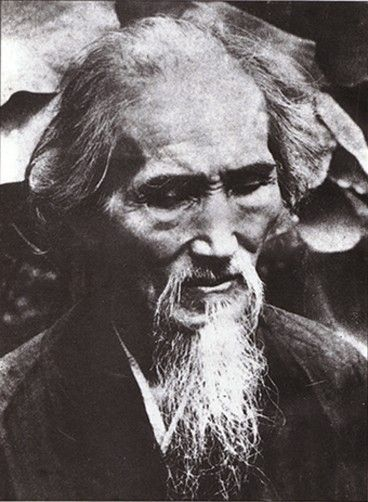
Xuyun fue uno de los budistas más influyentes de los siglos XIX y XX.

Después de siglos de declive durante la dinastía Qing (1644-1912), la actividad de Chán fue revivida nuevamente en los siglos XIX y XX por una ola de actividad modernista. Este período vio el surgimiento del activismo, lo que a veces se llama budismo humanista (o más literalmente "budismo para la vida humana", rensheng fojiao), promovido por figuras como Jing'an (1851-1912), Yuanying (1878-1953), Taixu (1890–1947), Xuyun (1840–1959) y Yinshun (1906–2005). Ellos promovieron el activismo social para mejorar la pobreza y la injusticia social. También promovieron la ciencia moderna, y el uso de los métodos de la erudición crítica moderna para estudiar la misma historia de Chán.
El budismo fue reprimido en China durante la década de 1960 en la Revolución Cultural, pero en el período posterior de reforma y apertura en la década de 1970, se ha producido un resurgimiento del budismo chino en China continental, mientras que el budismo tiene muchos seguidores en Taiwán y Hong Kong.

## En otras naciones asiáticas

### Thiền

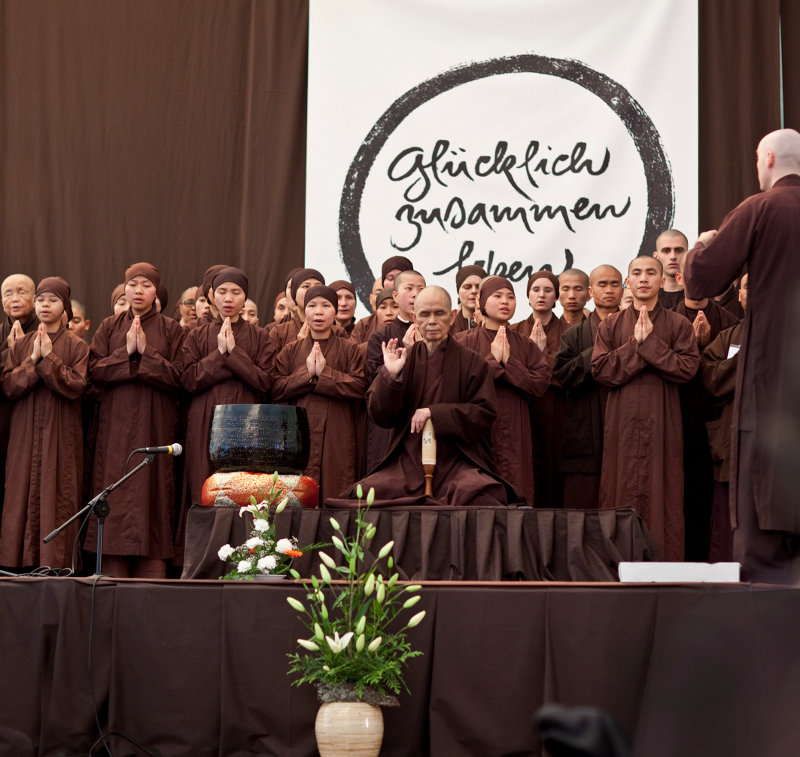
Thích Nhất Hạnh liderando una sesión de canto de namo avalokiteshvaraya con monásticos de su "Orden de Interser", Alemania 2010.

Zen (Thiền en vietnamita) fue introducido a Vietnam durante los primeros períodos de la ocupación china (111 a. C. a 939 d. C.). Según cuenta la tradición de Vietnam, en 580, un monje de la India llamado Vinitaruchi (en vietnamita: Tì-ni-đa-lưu-chi) viajó a Vietnam después de completar sus estudios con Sengcan, el tercer patriarca del zen chino.
Durante las dinastías Lý (1009–1225) y Trần (1225–1400), Thiền saltó a la fama entre las élites y la corte real. La escuela Truc Lam (Trúc Lâm) fue fundada por un rey vietnamita y evidencia una gran influencia del confucianismo y de la filosofía taoísta. En el siglo XVII un grupo de monjes chinos liderados por Nguyen Thieu establecieron una nueva y vigorosa escuela, la Lam Te (lâm tế, pronunciación vietnamita de Linji (Rinzai). Una rama de ésta es la escuela Lieu Quan, fundada en el siglo XVIII y predominante en el zen vietnamita actual. Lâm Tế sigue siendo la orden monástica más grande del país hoy.
El vietnamita moderno Thin está influenciado por el modernismo budista. Figuras importantes incluyen al maestro Thiền Thích Thanh Từ (1924–), el activista Thích Nhất Hạnh (1926–2022) y el filósofo Thích Thiên-Ân. El vietnamita Thiền es ecléctico e inclusivo, y aporta muchas prácticas, como la meditación de la respiración, nianfo, mantra, influencias Theravada, cánticos, recitación de sutras y activismo budista comprometido.

### Seon

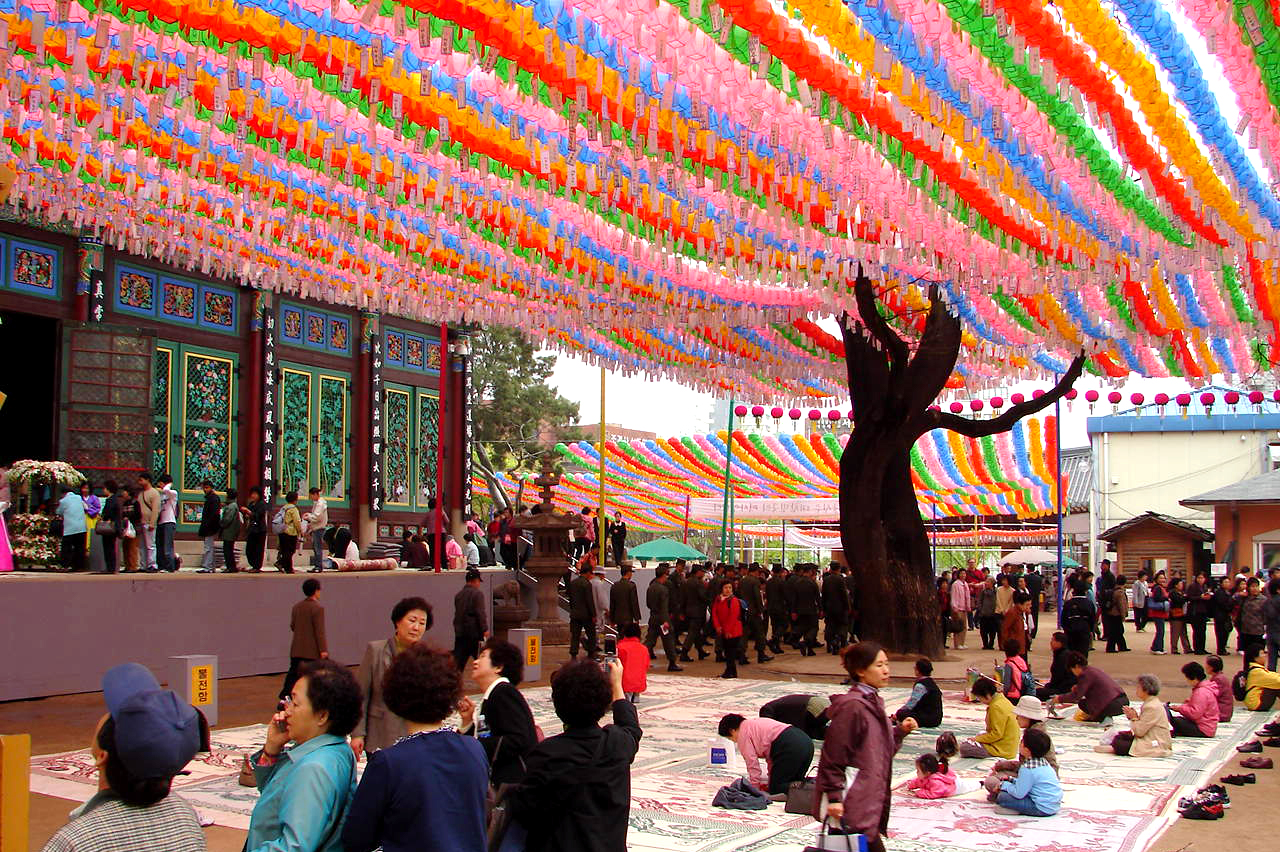
Jogyesa es la sede de la Orden de Jogye. El templo se estableció por primera vez en 1395, durante la dinastía Joseon.

Seon (선) se transmitió gradualmente a Corea durante el último período de Silla (siglos VII al IX) a medida que los monjes coreanos comenzaron a viajar a China para aprender la nueva tradición Chan de Mazu Daoyi. Establecieron las primeras escuelas de Seon de Corea, que se conocían como las "nueve escuelas de montaña" (九 山, gusan). 
Seon gue consolidado por el gran maestro de Koryo llamado Jinul (1158–1210), considerado la figura más influyente en la formación de la escuela madura de Seon. Fundó la Orden Jogye, que sigue siendo la tradición Seon más grande en Corea hoy. Jinul fundó el templo Songgwangsa como un nuevo centro de estudio y práctica de Seon. Jinul también escribió extensos textos sobre Seon, desarrollando un sistema integral de pensamiento y práctica. De Dahui Zonggao, Jinul adoptó el método de hwadu, que sigue siendo la forma principal de meditación en el Seon.
El budismo fue mayormente reprimido durante la dinastía confuciana de Joseon (1392-1910), y el número de monasterios y clérigos disminuyó drásticamente. El período de ocupación japonesa también trajo numerosas ideas modernistas y cambios al Seon coreano. Algunos monjes comenzaron a adoptar la práctica japonesa de casarse y tener familias, mientras que otros como Yongseong, trabajaron para resistir la ocupación japonesa. Hoy, la escuela más grande de Seon, la Jogye, impone el celibato, mientras que la segunda más grande, la Orden Taego, permite sacerdotes casados. Figuras modernistas importantes que influyeron en Seon contemporáneo incluyen Seongcheol y Gyeongheo. Seon también se ha transmitido a Occidente, con nuevas tradiciones como la Escuela Kwan Um.

### Zen japonés

El Buda de Kamakura (1252).

El Zen no se introdujo como una escuela separada hasta el siglo XII, cuando Myōan Eisai viajó a China y regresó para establecer un linaje Linji. Décadas más tarde, Nanpo Shōmyō (1235-1308) también estudió las enseñanzas de Linji en China antes de fundar el linaje japonés Otokan, el linaje más influyente y el único superviviente de la escuela Rinzai en Japón. En 1215, Dōgen, un contemporáneo más joven de Eisai, viajó a China, donde se convirtió en discípulo de Tiantong Rujing, un maestro de la escuela Caodong. Después de su regreso, Dōgen estableció la escuela Sōtō, la rama de Caodong japonesa.
Las tres escuelas tradicionales de Zen en el Japón contemporáneo son Sōtō, Rinzai Y Ōbaku. De estos, Sōtō es el más grande y Ōbaku el más pequeño, con Rinzai en el medio. Estas escuelas se dividen en subescuelas por templo principal, con dos templos principales para Sōtō (Sōji-ji y Eihei-ji, con Sōji-ji teniendo una red mucho más grande), catorce templos principales para Rinzai y un templo principal (Manpuku- ji) para Ōbaku, para un total de 17 templos principales. Los templos principales de Rinzai, que son más numerosos, tienen una superposición sustancial con el tradicional Sistema de las Cinco Montañas, e incluyen Myoshin-ji, Nanzen-ji, Tenryū-ji, Daitoku-ji y Tofuku-ji, entre otros.

### Zen en Occidente
Hasta el siglo XIX se sabía poco del budismo en Europa a excepción de los comentarios que los misioneros cristianos habían realizado desde el siglo XVI. En sus descripciones se encuentran las primeras impresiones sobre el budismo de Japón y China. Si bien a través de esto llegaron descripciones sobre rituales y comportamiento, no llegaron apenas comentarios más detallados sobre temas doctrinales o de prácticas de meditación. La inquisición efectuó un severo control sobre todo este material, aunque la influencia de las prácticas contemplativas del zen es visible en destacados personajes del cristianismo de aquel tiempo, especialmente jesuitas.
No será casi hasta la entrada del siglo XX, cuando la enseñanza y práctica del zen definitivamente aterriza en Occidente de manera abierta. En 1893 se celebra en Chicago el Parlamento mundial de las Religiones, en donde el monje Shaku Soyen imparte una charla llamada «La ley de causa y efecto como fue enseñada por Buda». Esta charla fue traducida por Daisetsu Teitaro Suzuki, quien sería recomendado por el mismo Soyen a Paul Carús para traducir textos del sánscrito, pali, japonés y chino. Suzuki empezaría una amplia actividad difusora del zen, primero como profesor de universidad y posteriormente como conferenciante y escritor alrededor del mundo. Influenció a nombres claves de la intelectualidad europea, desde Einstein a Jung, pasando por Heidegger, Picasso y un innumerable repertorio de figuras indispensables de la historia moderna. Suzuki unía la erudición en idiomas a la comprensión y realización personales, lo que ha hecho de su legado una referencia del budismo en Occidente. Algunas de sus traducciones de gran complejidad, como la del Sutra del Lankavatara, siguen siendo de referencia en el ámbito académico, y sus obras más populares como Ensayos sobre el budismo zen han sido leídas por casi todas las personas que han querido adentrarse en el conocimiento de esta tradición budista. A su muerte, los principales templos de todo Japón quemaron incienso en su honor.
A mediados del siglo XX, y en medio de la contracultura de la generación beat, aparecen de manera más o menos masiva muchos practicantes occidentales tanto en Europa como en Norteamérica. Nombres como Alan Watts, Shunryu Suzuki o Philip Kapleau, establecerán al zen en Occidente como una influencia ya del todo visible. Desde entonces y al igual que ocurre con el resto de las tradiciones budistas, el zen en Occidente recorre un camino de mayor conocimiento sobre su origen histórico así como definiendo aspectos propios para encajar mejor en la cultura occidental. Numerosas escuelas se han ido estableciendo tanto en Europa como en Estados Unidos y Australia. En Europa destaca la red de centros fundados por el japonés Taisen Deshimaru, de la tradición Sōtō. En Estados Unidos se han implantado centros y monasterios de Rinzai y Sōtō, como el Magnolia Zen Center en Pensacola y la Fundación Zaltho, ambas fundadas por Claude AnShin Thomas. Al mismo tiempo, se ha implantado el zen de otros países como Corea por vía de la escuela chogye.

## El zen en el cine
- Sabiduría garantizada (Erleuchtung garantiert), de Doris Dörrie, 2000, Alemania.[170]
- ¿Por qué marchó el Bodhi-Dharma al Oriente?, de Yong-Kyun Bae (1989), Corea del Sur.[171]
- Primavera, verano, otoño, invierno... y primavera, de Kim Ki-duk (2003) Alemania, Corea del Sur.[172]
- Un Buda, de Diego Rafecas (2005), Argentina.[173]